# Mariano Corrales
Mariano Corrales Lausín (* unbekannt in Saragossa) war ein spanischer Radrennfahrer und nationaler Meister im Radsport.

## Sportliche Laufbahn
Von 1951 bis 1958 war er als Berufsfahrer aktiv. 1951 gewann er das Eintagesrennen Trofeo Jaumendreu. 1953 war er im Gran Premio Pascuas und im Rennen Clásica a los Puertos vor Bernardo Ruiz erfolgreich. Dazu kam ein Etappensieg in der Vuelta a Asturias. In der Katalonien-Rundfahrt 1954 gewann er ebenfalls eine Etappe. 1955 hatte er Etappenerfolge in der Vuelta a Andalucia, in der Vuelta a Levante und in der Vuelta a Asturias. 1956 gewann er die Trofeo del Sprint. In der Vuelta a España 1955 und 1956 schied er aus.